# Singapore ai Giochi della XXXI Olimpiade
Singapore ha partecipato ai Giochi della XXXI Olimpiade, che si sono svolti a Rio de Janeiro, Brasile, dal 5 al 21 agosto 2016, con una delegazione di 25 atleti impegnati in 7 discipline. Portabandiera alla cerimonia di apertura è stato il giocatore di badminton Derek Wong, alla sua seconda Olimpiade.
Alla sua sedicesima partecipazione ai Giochi estivi, Singapore ha conquistato la sua prima medaglia d'oro grazie al nuotatore Joseph Schooling.

## Medagliere
| Medaglia | Atleta           | Sport | Evento             |
| -------- | ---------------- | ----- | ------------------ |
| Oro      | Joseph Schooling | Nuoto | 100 metri farfalla |